# Фатима (шахматистка)
Гулам Фатима (англ. Ghulam Fatima, июль 1912 — после 1990) — английская шахматистка индийского происхождения.
Прибыла в Англию в свите полковника М. У. Хаят-Хана (как и М. Султан-Хан).
Участвовала в двух чемпионатах Великобритании. В 1932 году заняла 6-е место (чемпионкой стала Э. Мичелл). В 1933 году завоевала титул чемпионки Великобритании.
Во время шахматной олимпиады 1933 года, проходившей в Фолкстоне, помогала М. Султан-Хану (он был неграмотным, поэтому она вела запись партий вместо него). Интересные воспоминания о произошедшей тогда встрече с Фатимой оставил лидер сборной Литвы В. И. Микенас: «…индиец <…> пришел в сопровождении необычайно красивой молодой женщины. Они сели рядом за столик. Красавица посмотрела на меня и, улыбнувшись, опустила флажок Литвы, как я понял, в знак моего неизбежного поражения. Я погрозил ей пальцем. <…> Началась игра. Султан-Хан, скрестив руки на груди и устремив пристальный взгляд на шахматную доску, сидел неподвижно. Красивая женщина записывала ходы. Признаюсь, я не мог спокойно играть — красавица меня очаровала… а она, как и Султан-Хан, опустив глаза, смотрела только на шахматную доску». После партии, завершившейся его победой, Микенас «посмотрел на красавицу и, улыбнувшись, опустил флажок Англии».
Осенью 1933 года в составе свиты Хаят-Хана вернулась в Индию. О дальнейшей шахматной деятельности сведений нет.
В 1990 году дала интервью для фильма «Султан шахмат» («Sultan of Chess»), посвященного памяти М. Султан-Хана. Фильм был снят компанией «Bandung Limited television». В этом интервью она вспоминала, что во время пребывания в Англии дала несколько уроков шахмат королеве Марии, жене Георга V.